# Екви
Екви (или Еквиколи, Еквикули – на латински: Aequi, Aequicoli, Aequiculi) е името на италийско племе, обитавало североизточната част на Лациум, още преди и по време на зараждането и първоначалната експанзия на Древния Рим.
| „ | Защото еките, волските, ерниките и също аборигините,... всички те са съществували, когато за първи път е бил основан градът;.. | “ |

## История
Еквите заемат високите части на долините Анио, Толен и Химела. За пръв път са
споменати от Ливий като древно племе, от което римляните заимстват церемониите по обявяването на война.
За главния град на еквите се счита, че е превзет от римляните около 484 пр.н.е. и после отново – около 90 години по-късно, но са подчинени изцяло едва в края на Втората самнитска война (326 пр.н.е. – 304 пр.н.е.), когато изглежда получават ограничени избирателни права (Цицерон. Off. i. n, 35). Еквите водят няколко битки срещу римляните, измежду които е и битката при планината Алгид (458 пр.н.е.).

## Език
Няма писмени свидетелства за езика на еквите преди завладяването им от римляните. Все пак, тъй като марсите, които живеят по на изток, през 3 век пр.н.е. говорят на диалект, доста близък до латинския език, както и херниките, техни съседи на югозапад, доста е вероятно и трите племена да принадлежат към латинската езикова група.
От наличието на буквата q на латински и от предполагаемата връзка между кратката и дългата форма на името им (дългото i изглежда свързва думата с местния падеж на aequum (равнина), така, че името им би се превело „жители на равнините“ – макар че през същия исторически период са живели предимно по хълмовете), еквите могат да бъдат причислени към така наречените „q“ или „p“ диалекти. Първият включва латинския език, който е запазил първоначалното q, докато от друга страна, втория включва диалекта на велетрите, наричан волски (волските са постоянен съюзник на еквите), в който, както и в диалекта на самнитите, първоначалното q е трансформирано в p. Няма явно доказателство дали q-то в латинската дума aequus представлява индоевропейското q, както е в латинското quis (умбро-волски: pis), или индоевропейското k + u, както е в equus (на умбрийски ekvo).
Производното прилагателно „еквийски“ (aequicus) също може по-скоро до ги причисли към волските, отколкото към сабините, но не е ясно дали това прилагателно се е използвало като действителен етноним.